# Ten (альбом)
Ten (с англ. — «Десять») — дебютный студийный альбом американской рок-группы Pearl Jam, вышедший в 1991 году. Успешным он стал только через год после выпуска, заняв в 1992 году второе место в хит-параде Billboard 200. Благодаря огромным продажам и не менее огромному влиянию на умы молодого поколения начала 1990-х годов этот альбом часто называют одним из самых влиятельных альбомов гранжа и одним из величайших рок-альбомов 90-х годов.
Ten является одним из наиболее успешных альбомов в истории альтернативного рока и гранжа, в частности. Только в США дебютный релиз разошёлся тиражом более чем в 13 000 000 копий. Мировой тираж альбома превысил 25 000 000 проданных дисков. По этому показателю среди всех рок-альбомов, выпущенных в 90-е, только одноимённый альбом группы Metallica превзошёл коммерческие достижения дебюта Pearl Jam.
Журнал Metal Hammer включил Ten в список «200 лучших рок-альбомов всех времён». Журнал Rolling Stone включил запись в «500 величайших альбомов всех времён». Также пластинка попала в список «1001 Albums You Must Hear Before You Die» (русc. «1001 альбом, который нужно услышать»).
Самые известные песни альбома — «Alive», «Even Flow», «Black», «Oceans» и «Jeremy» до сих пор (с 1992 года) находятся в чартах многих рок-радиостанций мира, причём австралийские и американские музыкальные чарты эти песни регулярно возглавляют. Песня «Brother», вошедшая на переиздание альбома Ten, в 2009 году в качестве сингла возглавила американские альтернативные и рок-чарты. Композиция была сочинена и записана в середине 1991 года.
Ten непрерывно находился в Top 20 чарта Billboard 200 на протяжении почти трёх лет, с 1992 по 1995 годы.

## Становление группы
Гитарист Стоун Госсард и басист Джефф Амент играли вместе в новаторской рок-группе Green River. После распада группы в 1987 году, Амент и Госсард играли в Mother Love Bone, в конце 80-х годов. Mother Love Bone прекратила своё существование в 1990 году после смерти фронтмена группы Эндрю Вуда. Спустя несколько месяцев Госсард начал общаться с Сиэтловским гитаристом Майком МакКриди, МакКриди в свою очередь поощрял стремление Госсарда к соединению с Аментом. Далее троица отправляется в студию для отдельных сессий с барабанщиком Soundgarden Мэттом Камероном и барабанщиком Крисом Фрилом, чтобы сделать демозапись нескольких инструментальных композиций. Тогда было записано 5 песен — «Dollar Short», «Agytian Crave», «Footsteps», «Richard’s E» и «E Ballad», впоследствии запись получает название «Stone Gossard Demos '91», и распространяется в надежде найти вокалиста и барабанщика.
Копию демозаписи в сентябре 1990 года Джек Айронс (барабанщик Red Hot Chili Peppers) передаёт Эдди Веддеру, музыканту из Сан-Диего. Веддер, прослушав запись пошёл заниматься сёрфингом, после чего написал слова для песен «Dollar Short», «Agytian Crave» и «Footsteps». Позже песни «Dollar Short» и «Agytian Crave» получили название «Alive» и «Once». Госсард и Амент были впечатлены услышав демозапись с вокалом и стихами Веддера, после чего Веддер вылетает в Сиэтл для прослушивания. Тем временем, Веддер пишет слова для песни «E Ballad», которая потом получила название «Black». Эдди Веддер прилетел в Сиэтл 13 октября 1990 года и сразу присоединился к репетициям группы с новым барабанщиком Дэйвом Крузеном. Впоследствии Эдди Веддер был нанят в качестве вокалиста группы, затем был заключён контракт с лейблом Epic Records.

## Запись
В марте 1991 года группа, уже названная «Mookie Blaylock», отправляется в «London Bridge Studios», Сиэтл, продюсировал запись Рик Парашар. Несколько треков были записаны ещё в январе на той же студии, но только песня «Alive» попала в альбом. Запись альбома продлилась всего месяц, потому что группа уже написала большую часть материала для записи, во время первых сессий были записаны песни «Porch», «Deep», «Why Go», и «Garden», всё остальное было готово во время записи демо. Амент заявил, «Мы знали, что на тот момент нам ещё было далеко до реальной группы».
Сессии записи альбома были закончены в мае 1991 года. Дейв Крузен оставил группу, как только сессии были закончены. По словам Крузена, он страдал от личных проблем в то время. Дейв Крузен сказал, «Это был большой опыт. Я чувствовал с самого начала, что это было что-то специальное» и добавил, «Они должны были позволить мне уйти. Я не мог прекратить выпивать, и это вызывало проблемы. Они дали мне много возможностей, но я не смог ими воспользоваться». Микшировать альбом группа отправляется в Англию к Тиму Палмеру. Палмер решил микшировать альбом на «Ridge Farm Studios» в Доркинге, переделанная ферма, которая по словам Палмера была «настолько далека от студии Лос-Анджелеса или Нью-Йорка, насколько это вообще возможно». Палмер внёс несколько дополнений к уже записанным песням, включая гитарное соло Майка МакКриди в конце «Alive» и «щипающее» введение к «Black».
Годы спустя участники группы выражали недовольство микшированием альбома. В 2001 году Амент сказал, «я хотел бы сделать ремикс „Ten“. Эд, наверняка, согласился бы со мной… Хотелось бы немного подтянуть часть его реверберации». В 2002 году Стоун Госсард сказал, «Мы были новичками в студии и потратили слишком много времени на запись, выполнение различных операций и сверхдублирование тонн гитары. На записи присутствует много реверберации».

## Музыка и лирика
Несколько песен альбома были написаны и записаны как инструментальные демо, ещё до прихода в группу Веддера, он же положил на эту музыку слова. Относительно лирики Веддер сказал: «Всем, во что я действительно верю, является этот грёбаный момент, такой как сейчас. И это, фактически, то, о чём говорит весь альбом». Лирика Веддера затрагивает такие темы, как депрессия, самоубийство, одиночество и убийство. Также рассматриваются социальные проблемы, такие как бездомность («Even Flow»), и лечение в психиатрических больницах («Why Go»). Песня «Jeremy» и её клип были вдохновлены правдивой историей об ученике средней школы, который застрелился перед своими одноклассниками.
Много слушателей интерпретировали песню «Alive» как вдохновенный гимн, из-за решительных гитарных рифов и хора. Эдди Веддер пояснил, что это полуавтобиографический рассказ о сыне, узнавшем, что его отец — на самом деле его отчим (его настоящий отец давно умер), в то время как горе его матери оборачивается для неё жарким объятием с сыном, который ей сильно напоминает биологического отца. «Alive» и «Once» — части цикла песен о том, что Эдди Веддер позже описал как миниоперу под названием «Мама-сын» (третья песня цикла «Footsteps»). Веддер объяснил, что это история про парня, отец которого умирает («Alive»), от отчаяния он погружается в убийственное веселье («Once»), которое его увлекает и разрушает («Footsteps»). Позже стало известно, что эта история была взята из жизни самого Веддера, в 17 лет он узнал, что его отец на самом деле им не является и что его настоящий отец уже умер.
«Ten» практически повсеместно считается эталоном звука альтернативного рока начала 90-х годов, с необычно глубоким и сильным вокалом Веддера (позднее часто подражалось), где чередуются основательность и тяжёлый гитарный звук, в котором прослеживается влияние Led Zeppelin и других рок-групп 1970-х годов. Стефан Томас Эрливайн из Allmusic заявил, что песни альбома сочетают «стадионный рок 70-х, с его тяжёлым рифом и злой постпанк 80-х».
Открывает и закрывает альбом мелодия из двух частей, которая называется «Master/Slave». Первая, открывающая часть, играет перед «Once», вторая, закрывающая часть, после «Release». На CD версии мелодия записана целиком и играется спустя 10 секунд после «Release». В 2002 году продюсер Рик Пэрэшер заявил: «Как я думаю и помню, у Джеффа была басовая партия… Я услышал её, затем мы работали над ней в диспетчерской, затем я начал программировать на клавиатуре весь этот материал; он джемовал с ней, и она получилась примерно вот такой».

## Невошедший материал
Во время сессий записи альбома были записаны две песни «Wash» и «Yellow Ledbetter», они были выпущены на синглах как би-сайды. «Wash» вышла на сингле «Alive», «Yellow Ledbetter» на «Jeremy», в 1994 году песня стала радиохитом. В 2003 году обе песни попадают в компиляцию «Lost Dogs», причём песня «Wash» была выпущена в другом варианте, нежели на сингле. Песня «Alone» также первоначально была записана во сессий альбома, в 1992 году была перезаписана и выпущена в качестве би-сайда на сингле «Go». Другая версия песни также была выпущена на компиляции «Lost Dogs». Майк МакКриди сказал, «песня не вошла в альбом потому, что у группы уже было готово больше половины песен для альбома.». «Dirty Frank» была выпущена как би-сайд на сингле «Even Flow», песня часто воспринимается как невошедшая в альбом, но на самом деле она была записана уже после выхода альбома. «Footsteps» изначально была инструментальным демо, вошедшим на «Stone Gossard Demos '91». После того как Эдди Веддер получил эту демо-кассету, он положил на неё вокал. Музыка «Footsteps» также использовалась в песне «Times of Trouble» из альбома «Temple of the Dog». «Footsteps» была выпущена как би-сайд на сингле «Jeremy», она представляет собой запись из радио-передачи «Rockline» 1992 года. Эта же версия песни была выпущена на компиляции «Lost Dogs», однако в начало было добавлено введение гармоники.
Другие песни, не вошедшие в альбом, но позже включённые в «Lost Dogs», «Hold On» и «Brother», последняя была превращена в инструментал. «Brother» не вошёл в альбом потому, что Стоун Госсард не хотел играть песню, чему Джефф Амент возражал и почти что заставил его уйти из группы. «Brother» с вокалом появилась на переиздании альбома в 2009 году и сразу же попала на радио. Две песни «Breath» и «State of Love and Trust» были записаны для саундтрека к фильму «Singles». Песни, которые можно услышать в фильме, были записаны как саундтрек через год, в 1992 году. Версии этих песен записанные, во время сессий «Ten» вошли в переиздание альбома. Также на переиздании вышли и другие песни «Just a Girl», «2,000 Mile Blues», и «Evil Little Goat», записанные во время сессий записи альбома.

## Выпуск и отзывы
| Оценки критиков      | Оценки критиков      |
| Источник             | Оценка               |
| -------------------- | -------------------- |
| The A.V. Club        | (положительная)      |
| Entertainment Weekly | B−                   |
| Pitchfork Media      | 6.7/10               |
| Allmusic             | [ 32 ]               |
| Q                    | [ 33 ]               |
| Роберт Кристгау      | (B-)                 |
| Stereo Review        | (смешанный)          |
| Uncut                | [ 36 ]               |
| Rolling Stone        | (благоприятный) 1991 |
| Rolling Stone        | 2009                 |
| Kerrang!             | [ 39 ]               |

Первоначально «Ten» продавался медленно, но ко второй половине 1992 года становится настоящим прорывом, получив золотой статус от RIAA. Спустя почти год после выпуска, альбом наконец ворвался в Top 10 чарта альбомов Billboard 200, а 30 мая 1992 года достиг восьмого места. В конечном счёте высшим достижением альбома в чарте стало второе место, на первом же месте был альбом Билли Рэй Сайруса Some Gave All. Более того, и спустя два года после выпуска альбом пользовался большим спросом; в 1993 году по спросам в США он занимает восьмое место, превосходя в цене второй студийный альбом группы «Vs.». К февралю 1993 года американские продажи Ten превзошли результаты Nevermind.
Штатный обозреватель Rolling Stone Дэвид Фрике дал альбому благоприятную оценку, отмечая, что Pearl Jam «мчатся в мистику на скорости деформации.». Он также добавил, что Pearl Jam «выжимают много драмы из нескольких декларативных квинт-аккордов.». Аллан Джонс из Melody Maker сказал в своём обзоре «Ten», что Эдди Веддер, «предоставляет Pearl Jam в необычайно уникальном фокусе». Штатный обозреватель Allmusic Стив Хьу дал альбому пять звёзд из пяти, называя его «безупречно обработанным хард-рок шедевром.». Q дал альбому четыре звезды из пяти. В обзоре альбом характеризуют как "хриплый современный рок, будучи пронзённым инфекционными мотивами гитар, движется на большой скорости с ведущим басом и барабанами, " и добавил, что альбом «может быть лицом металла 90-х.». Stereo Review сказала, что «группа кажется более многочисленной, нежели в жизни, производя Ад в поднебесье ревущими гитарами, монументальным басом, барабанами и вокалом.». Дон Кэй из Kerrang! определил альбом как «самосозерцательный и заряженный тихой эмоциональной силой», давая ему четыре звезды из пяти.
Дэвид Браун из Entertainment Weekly раскритиковал группу, поставив им B−. Относительно звука Pearl Jam Браун заявил, «Вы можете услышать всё это прежде, на записях Soundgarden, Alice in Chains и уже не существующей Mother Love Bone.». Он закончил, говоря, что Pearl Jam «часто… теряют себя в звуке, который только и идёт, чтобы показать, что примерно может быть дальше.». Роберт Кристгау также поставил альбому оценку B-, говоря, что «Я рискую испытать острое deja entendu, что все эти белые волосатые мужики играют на гитарах слишком долго, но не слишком хорошо.». Лидер Nirvana, Курт Кобейн напал на Pearl Jam, утверждая, что «Ten» не настоящий альтернативный альбом, так как в нём используется много лид-гитар.
Выходу альбома предшествовали три сингла: «Alive», «Even Flow» и «Jeremy», на каждый из которых были сняты клипы (клип на песню «Oceans» был выпущен за пределами США). Все синглы попали в чарты Mainstream Rock и Modern Rock. Песня «Black» достигла третьего места в Mainstream Rock чарте, несмотря на то, что как сингл она не выпускалась. В 1992 году клип к песне «Alive» был номинирован на MTV Video Music Award в номинации «Best Alternative Video». «Jeremy» стала одной из самых известных песен Pearl Jam, в 1993 году песня номинируется на Grammy в номинациях «Best Rock Song» и «Best Hard Rock Performance». Клип «Jeremy» был взят MTV в жёсткую ротацию и стал большим хитом. В 1993 году на MTV Video Music Awards группа побеждает в четырёх из пяти номициях, включая «Video of the Year» и «Best Group Video».

### Переиздание
24 марта 2009 года вышло переиздание «Ten» в четырёх версиях: Legacy, Deluxe, Винил и Super Deluxe. Это было первое переиздание в запланированном перевыпуске всего наследия Pearl Jam, который приурочен к 20-ти летию группы (2011). Среди всего отдельно оплачиваемого материала на всех четырёх версиях были: альбом ремастированный Бренданом О’Брайеном, новое оформление, шесть бонус треков («Brother», «Just a Girl», «Breath and a Scream», «State of Love and Trust», «2,000 Mile Blues» и «Evil Little Goat»), DVD выступления группы на MTV Unplugged 1992 года (включая песню «Oceans», которая наряду с «Rockin' in the Free World» первоначально была вырезана из телеверсии). Виниловая версия дополнялось LP с концертом группы в «Magnuson Park», Сиэтл 20 сентября 1992 года (также известный как «Drop in the Park») и точной копией оригинальной «Momma-Son» демо-кассеты.
Относительно ремикса альбома Брэндан О’Брайан заявил, «Группа любила оригинальный микс альбома, но также интересовалась тем, на что это будет походить, должен ли я был вскрыть противоречия и сделать его ремикс … Звук оригинального „Ten“ — это то, что покупали и любили миллионы людей, поэтому я колебался с самого начала, чтобы не получился беспорядок. После долгих лет постоянного подталкивания со стороны группы, я мог с головой погрузиться в идею более прямого звука».
Переиздание альбома было продано в количестве 60 000 копий за первую неделю продаж. Эта неделя является второй по продажам альбома начиная с Рождества 1993 года. Переиздание альбома не попало в чарты Billboard 200 и Top Rock Albums, потому что в Billboard полагали, что это часть каталога будущего переиздания, а таковое данные чарты не рассматривают. Если бы альбом всё-таки попал в Billboard 200, то при продаже в 60 000 копий он бы занял пятое место. Переиздание также попало в Australian Albums Chart и заняло 11 место, что является самым высоким достижением с 14 июня 1992 года.
В 2002 году альбом занял 31-ю позицию в рейтинге «100 лучших рок-альбомов всех времён» по версии журнала Classic Rock.

## Ten Tour
Джефф Амент заявил, что «альбом был предлогом, для организации тура», также добавив, «мы сказали звукозаписывающей компании, мы знаем, что можем быть великой группой, поэтому позвольте нам выйти и сыграть.». Группа столкнулась с неустанным гастрольным графиком. Барабанщик Дейв Аббраззес присоединился к группе в прямом эфире на шоу в поддержку альбома. В середине североамериканской части тура группа отменяет оставшиеся концерты, чтобы присоединиться к Red Hot Chili Peppers во время их североамериканского турне в поддержку альбома «Blood Sugar Sex Magik», в конце 1991 года. Бывший барабанщик Red Hot Chili Peppers Джек Айронс попросил группу позволить новой группе его друга Эдди Веддера открывать их концерты в предстоящем туре. The Smashing Pumpkins и Nirvana также сопровождали Red Hot Chili Peppers в туре. Однако для выступлений в театрах и аренах организаторы тура решили поменять группу на более известную. На место Pearl Jam выбрали Nirvana, но тур покинули The Smashing Pumpkins, их и заменили Pearl Jam. Руководитель Epic Records Майкл Голдстоун сказал, «Группа настолько успешно выступила в туре у Red Hot Chili Peppers, что это открыло ей двери на радио.».
В 1992 году группа отправляется в свой первый тур по Европе, после которого группа возвращается с выступлениями в Северную Америку. Голдстоун сказал, что аудитория группы увеличивалась. Менеджер группы Келли Кертис заявил, «После того, как люди пришли и увидели их живьём, стало ясно, что надо продолжать. Делая свой первый тур, мы уже знали, что всё получится, и остановиться было невозможно.» В июне 1992 года группа выступила на «Pinkpop Festival» и «Roskilde Festival», после которого отменяет все свои европейские концерты из-за конфликта с охраной фестиваля и сильной усталости. Джефф Амент сказал, «Мы были в дороге более 10 месяцев. Я думаю, что просто настал такой момент в середине тура, когда всё начало происходить довольно интенсивно. Я имею в виду пребывание вне дома, всё время в дороге, подавляющее одиночество и всё такое.»

## Список композиций
| №                   | Название                                                 | Текст песни         | Музыка                                   | Длительность |
| ------------------- | -------------------------------------------------------- | ------------------- | ---------------------------------------- | ------------ |
| 1.                  | «Once»                                                   | Веддер              | Госсард                                  | 3:51         |
| 2.                  | «Even Flow»                                              | Веддер              | Госсард                                  | 4:53         |
| 3.                  | «Alive»                                                  | Веддер              | Госсард                                  | 5:40         |
| 4.                  | «Why Go»                                                 | Веддер              | Амент                                    | 3:19         |
| 5.                  | «Black»                                                  | Веддер              | Госсард                                  | 5:44         |
| 6.                  | «Jeremy»                                                 | Веддер              | Амент                                    | 5:18         |
| 7.                  | «Oceans»                                                 | Веддер              | Госсард, Амент, Веддер                   | 2:41         |
| 8.                  | «Porch»                                                  | Веддер              | Госсард                                  | 3:30         |
| 9.                  | «Garden»                                                 | Веддер              | Госсард, Амент                           | 4:59         |
| 10.                 | «Deep»                                                   | Веддер              | Госсард, Амент                           | 4:18         |
| 11.                 | «Release» (Содержит скрытый трек «Master/Slave» на 5:20) | Веддер              | Госсард, Амент, Крузен, Маккриди, Веддер | 5:05 +       |
| Общая длительность: | Общая длительность:                                      | Общая длительность: | Общая длительность:                      | 53:24        |

| №   | Название       | Текст песни | Музыка                                     | Длительность |
| --- | -------------- | ----------- | ------------------------------------------ | ------------ |
| 12. | «Alive» (Live) | Веддер      | Госсард                                    | 4:54         |
| 13. | «Wash»         | Веддер      | Амент, Госсард, Крузен, Маккриди, Веддер   | 3:33         |
| 14. | «Dirty Frank»  | Веддер      | Аббруззес Амент, Госсард, Маккриди, Веддер | 5:38         |

| №   | Название                                 | Музыка        | Длительность |
| --- | ---------------------------------------- | ------------- | ------------ |
| 12. | «I've Got a Feeling» (песня The Beatles) |               | 3:42         |
| 13. | «Master/Slave» (Instrumental)            | Амент, Веддер | 3:48         |

| №   | Название                                          | Текст песни | Музыка                                   | Длительность |
| --- | ------------------------------------------------- | ----------- | ---------------------------------------- | ------------ |
| 12. | «Brother» (Vocals Version)                        | Веддер      | Госсард                                  | 3:59         |
| 13. | «Just a Girl» (Mookie Blaylock demo 1990)         | Веддер      | Госсард                                  | 5:01         |
| 14. | «Breath and a Scream» (Mookie Blaylock demo 1990) | Веддер      | Госсард                                  | 5:58         |
| 15. | «State of Love and Trust» (Demo 1991)             | Веддер      | Маккриди, Амент                          | 4:47         |
| 16. | «2,000 mile Blues»                                | Веддер      | Амент, Маккриди, Крузен                  | 3:57         |
| 17. | «Evil Little Goat»                                | Веддер      | Ament, Госсард, Крузен, Маккриди, Веддер | 1:27         |

| №   | Название                                  | Текст песни | Музыка                                              | Длительность |
| --- | ----------------------------------------- | ----------- | --------------------------------------------------- | ------------ |
| 18. | «Why Go» (Live at The Academy Theater)    | Веддер      | Амент                                               | 4:01         |
| 19. | «Even Flow» (Live at The Academy Theater) | Веддер      | Госсард                                             | 5:10         |
| 20. | «Alone» (Live at The Academy Theater)     | Веддер      | Аббруззес, Амент, Госсард, Крузен, Маккриди, Веддер | 3:26         |
| 21. | «Garden» (Live at The Academy Theater)    | Веддер      | Госсард, Амент                                      | 5:42         |

## Участники записи
| Pearl Jam - Эдди Веддер — вокал - Дейв Крузен — барабаны - Джефф Амент — бас гитара - Стоун Госсард — гитара - Майк Маккриди — ведущая гитара | Продюсеры - Дон Гилмор, Адриан Мур — инженеринг - Уолтер Грэй — виолончель - Боб Людвиг — мастеринг - Лэнс Мерсер — фотограф - Тим Палмер — огнетушитель, шейкер, микс - Рик Пэрэшэр — продакшн, фортепьяно, орган - Стив Питстик — доп. арт - Лиза Спарагано, Риса Заитсчек — дизайн |

## Позиции в чартах и сертификации

### Альбом
| 1991                    | Позиция |
| ----------------------- | ------- |
| Top Heatseekers         | 2       |
| 1992                    | Позиция |
| Billboard 200           | 2       |
| Canadian Albums Chart   | 2       |
| RIANZ                   | 3       |
| VG-lista                | 8       |
| Media Control Charts    | 15      |
| UK Albums Chart         | 18      |
| Ö3 Austria Top 40       | 31      |
| 1994                    | Позиция |
| Sverigetopplistan       | 9       |
| 2009                    | Позиция |
| Top Internet Albums     | 1       |
| Portuguese Albums Chart | 2       |
| MegaCharts              | 10      |
| ARIA Charts             | 11      |
| Ultratop Flanders       | 20      |
| Ultratop Wallonia       | 66      |
| FIMI                    | 20      |
| Croatian Albums Chart   | 24      |
| IRMA                    | 38      |
| Schweizer Hitparade     | 67      |

| Чарт (1990—1999) | Позиция |        |
| ---------------- | ------- | ------ |
| Billboard 200    | 14      | [ 71 ] |

| Регион | Сертификация   | Продажи     |
| --- | -------------- | ----------- |
| Австралия (ARIA) | 7× Платиновый  | 490 000^    |
| Бельгия (BEA) | Платиновый     | 50 000*     |
| Бразилия (ABPD) | Золотой        | 100 000*    |
| Канада (Music Canada) | 7× Платиновый  | 700 000^    |
| Германия (BVMI) | Золотой        | 250 000^    |
| Италия (FIMI) | Золотой        | 50 000*     |
| Новая Зеландия (RMNZ) | 6× Платиновый  | 90 000^     |
| Норвегия (IFPI Norway)                                                                                                   | Золотой        | 25 000*     |
| Швеция (GLF) | Золотой        | 50 000^     |
| Швейцария (IFPI Switzerland)                                                                                             | Золотой        | 25 000^     |
| Великобритания (BPI) | 2× Платиновый  | 600 000^    |
| США (RIAA) | 13× Платиновый | 13 000 000^ |
| * Данные о продажах приведены только на основе сертификации. ^ Данные о тиражах приведены только на основе сертификации. |                |             |

### Синглы
| 1991                                     | «Alive»     | —   | 16 | 18 | 9  | —  | 44 | 13 | 19 | 20 | 16 |
| 1992                                     | «Even Flow» | —   | 3  | 21 | 22 | 73 | —  | —  | —  | 20 | 27 |
| 1992                                     | «Jeremy»    | 79  | 5  | 5  | 68 | 32 | 93 | 10 | 59 | 34 | 15 |
| 1992                                     | «Oceans»    | —   | —  | —  | —  | —  | —  | —  | 30 | 16 | —  |
| 1993                                     | «Black»     | —   | 3  | 20 | —  | —  | —  | —  | —  | —  | —  |
| 2009                                     | «Brother»   | 108 | 5  | 1  | —  | 60 | —  | —  | —  | —  | —  |
| «—» ставится, если сингл не попал в чарт |             |     |    |    |    |    |    |    |    |    |    |

## Почести
| Год  | Публикация    | Страна              | Название                                    | Позиция |
| ---- | ------------- | ------------------- | ------------------------------------------- | ------- |
| 1993 | Musik Express | Флаг Германии       | «The 100 Masterpieces»                      | 68      |
| 1994 | Nieuwe Revu   | Флаг Нидерландов    | «Top 100 Albums of All Time»                | 25      |
| 1996 | Viceversa     | Флаг Италии         | «100 Rock Albums»                           | 99      |
| 1998 | Kerrang!      | Флаг Великобритании | «100 Albums You Must Hear Before You Die»   | 15      |
| 1999 | Pause & Play  | Флаг США            | «The 90s Top 100 Essential Albums»          | 11      |
| 1999 | Juice         | Флаг Австралии      | «The 100 (+34) Greatest Albums of the 90’s» | 101     |
| 1999 | Spin          | Флаг США            | «Top 90 Albums of the 90’s»                 | 33      |
| 2003 | Q             | Флаг США            | «100 Greatest Albums Ever»                  | 42      |
| 2003 | Rolling Stone | Флаг США            | «The 500 Greatest Albums of All Time»       | 207     |
| 2003 | VH1           | Флаг США            | «100 Greatest Albums of Rock & Roll»        | 83      |
| 2004 | Rolling Stone | Флаг Германии       | «The 500 Best Albums of All Time»           | 20      |
| 2005 | Spin          | Флаг США            | «100 Greatest Albums, 1985—2005»            | 93      |
| 2006 | Guitar World  | Флаг США            | «100 Greatest Guitar Albums of All Time»    | 15      |
| 2006 | Q             | Флаг США            | «100 Greatest Albums Ever»                  | 59      |
| 2007 | NARM          | Флаг США            | «Definitive 200»                            | 11      |